# Marta Andreasen

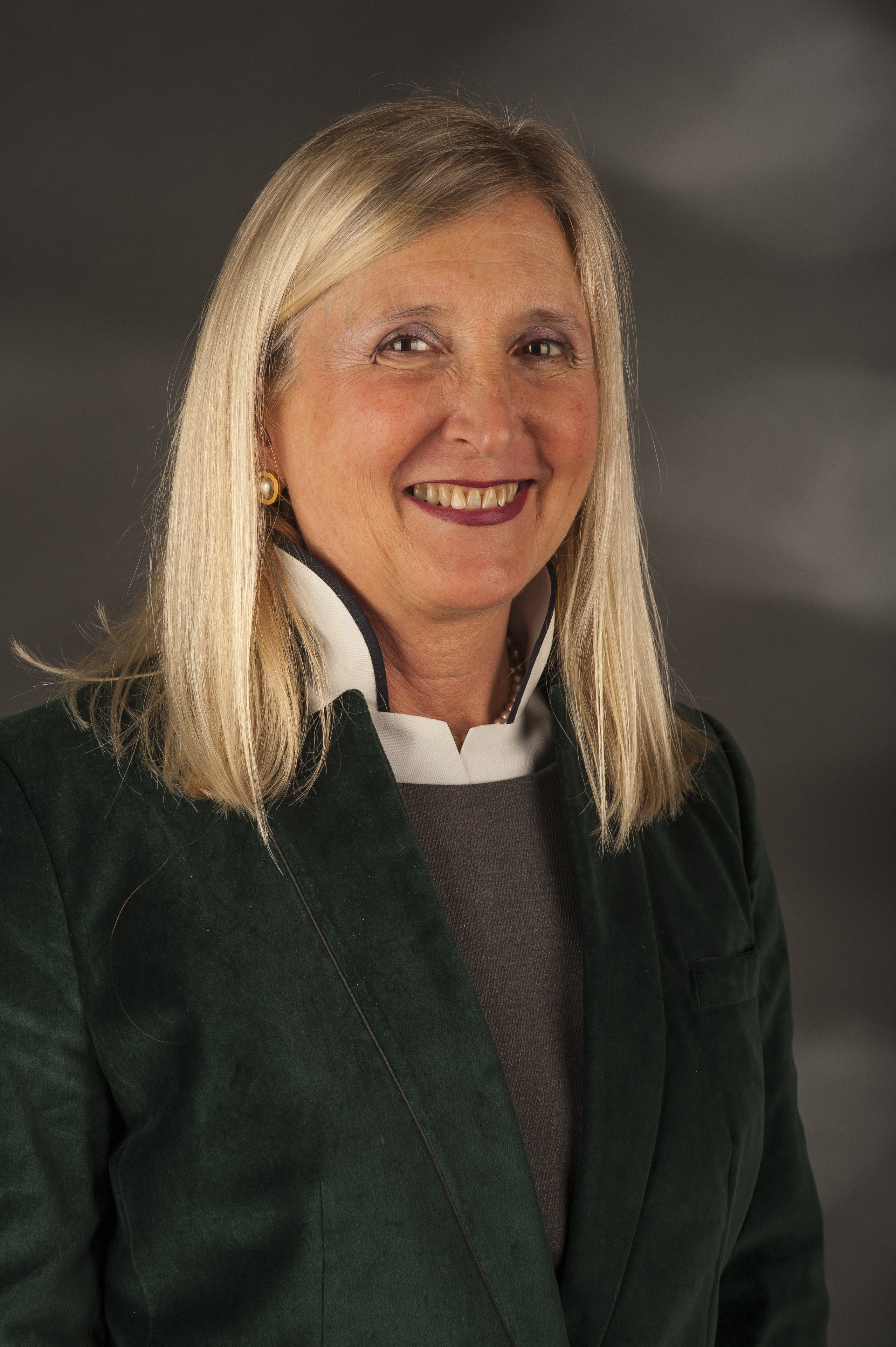
Marta Andreasen 2014 im Europäischen Parlament

Marta Andreasen (* 26. November 1954 in Buenos Aires, Argentinien) ist eine spanisch-britische Buchhalterin und Politikerin (UK Independence Party). Seit der Europawahl 2009 ist sie Mitglied des Europäischen Parlaments. Bekannt wurde sie vor allem, nachdem sie 2002 als Hauptbuchhalterin der Europäischen Kommission starke Kritik an deren Buchhaltungssystem geübt und vor dessen Betrugsanfälligkeit gewarnt hatte.

## Beruflicher Werdegang
1977 wurde Andreasen Certified Public Accountant in Buenos Aires und arbeitete dann fünf Jahre als Wirtschaftsprüferin bei Price Waterhouse. Ab 1982 arbeitete sie als Finanz- und Verwaltungsleiterin, dann als regionale Finanzabteilungsleiterin in verschiedenen Firmen, wie zum Beispiel Rockwell Automation und Lotus Development, hauptsächlich in Spanien.

### OECD
Ab 1998 arbeitete Andreasen bei der OECD, wo sie über ernsthafte Probleme mit deren Buchführung berichtete, Bedenken über das Management äußerte und Reformwege vorschlug. Nach anfänglichem Widerstand wurde die Prüfungsgesellschaft Arthur Andersen für eine externe Analyse beauftragt. Im August 2000 bezeichnete deren Bericht das interne Buchhaltungssystem der OECD als veraltet und unzureichend. Andreasen wurde dennoch für 15 Monate von ihrem Job suspendiert.
Das Wirtschaftsmagazin Accountancy Age erklärte im Oktober 2003, dass Andreasens Zauber bei der OECD endete, als sie die Organisation vor den Europäischen Gerichtshof für Menschenrechte bringen wollte, mit der Behauptung, dass ihre Menschenrechte verletzt wurden, indem ihr ein "faires Verfahren" verweigert wurde, gefolgt von Rassismus-Vorwürfen und durch ihre "unangemessenen Zweifel" und nicht unterstützten "alarmierenden Behauptungen" im Zusammenhang mit den OECD-Konten. Die OECD bestätigte nie, dass die Rassismus-Vorwürfe Teil der Ursache für ihre Suspendierung waren. Andreasen hatte die Vorwürfe im Accountancy-Magazin im Oktober 2000 bereits verworfen ("Andreasen behauptet, dass die Vorwürfe gegen sie erst entstanden sind, nachdem sie Bedenken bezüglich der Konten erhoben hatte").

### Europäische Kommission
Im Januar 2002 begann sie ihren neuen Job als Bilanzbuchhalterin bei der Europäischen Kommission ("budget execution director and accounting officer") und war damit nach ihren Angaben die erste professionelle Buchhalterin, die dort angestellt wurde.
Andreasen kritisierte, dass die Buchhaltung für den Haushalt der Europäischen Union anfällig für Betrug sei, äußerte intern Kritik und machte Vorschläge für Veränderungen. So fand ihr Büro nach ihren eigenen Angaben 10.000 mögliche Betrugsfälle in EU-Konten allein im Jahr 2002. Tatsächlich lag Andreasens Kritik auf einer ähnlichen Linie wie diejenige des Europäischen Rechnungshofs, der seit 1994 ebenfalls jedes Jahr die Buchführung der Europäischen Kommission kritisiert hatte. Bei der Entlastung für den EU-Haushalt 2003 versprach die Kommission eine umfassende Reform. Eine einwandfreie Rechnungsführung wurde vom Rechnungshof allerdings erst 2009 festgestellt.
Da Andreasens Vorgesetzten auf ihre Kritik Anfang 2002 keine Maßnahmen ergriffen, legte sie ihren Bericht der damaligen Haushaltskommissarin Michaele Schreyer sowie dem Kommissionspräsidenten Romano Prodi vor, jedoch erneut ohne Erfolg. Schließlich wandte sie sich außerdem an Mitglieder des Ausschusses für Haushaltskontrolle des Europäischen Parlaments. Aufgrund ihrer Einwände gegen die EU-Buchhaltung lehnte Andreasen es zudem ab, die Rechnungsabschlüsse der Europäischen Kommission von 2001 zu unterzeichnen. Daraufhin wurde sie im Mai 2002 wegen des "Verletzens der Artikel 12 und 21 der Mitarbeiterbestimmungen und des Misslingens, ausreichend Loyalität und Respekt zu zeigen", vorläufig von ihrem Dienst suspendiert und einem Disziplinarverfahren unterzogen. Am 1. August 2002 ging sie schließlich mit ihren Anliegen an die Öffentlichkeit.
2005 wurde Andreasen endgültig von der Kommission entlassen, was vom Gericht für den öffentlichen Dienst der Europäischen Union in seinem Beschluss vom 8. November 2007 bestätigt wurde.

### Publizistische Aktivität
Nach ihrer Entlassung aus dem Dienst der Kommission stellte Andreasen in einer Reihe von Interviews und Reden ihre Kritik und die aus ihrer Sicht zu treffenden Maßnahmen dar. Zu ihren ersten Auftritten gehörten Einladungen der Betrugsuntersucher in Las Vegas, des Institute of Internal Auditors (IIA) in Irland und des Wirtschaftsmagazins Accountancy Age in Großbritannien, das sie 2003 mit dem Accountancy Age Award als Persönlichkeit des Jahres auszeichnete. Im Jahr 2004 folgte der Cliff Robertson Sentinel Award für die "Wahl der Wahrheit über sich selbst" ("choosing truth over self").
2009 erschien ihr Buch Brussels Laid Bare, in dem sie ihre Erfahrungen in der Europäischen Kommission darstellte.

## Politische Karriere
Im Jahr 2007 wurde bekanntgegeben, dass Andreasen die neue Schatzmeisterin der UK Independence Party (UKIP) sei, deren Hauptziel der Austritt des Vereinigten Königreichs aus der Europäischen Union ist. Bei der Europawahl im Vereinigten Königreich 2009 gewann sie für die UKIP ein Mandat im Europäischen Parlament für den Wahlkreis South East England. Im September 2009 trat sie daraufhin vom Posten als Schatzmeisterin zurück.
Im Europäischen Parlament gehört Andreasen der euroskeptischen Fraktion Europa der Freiheit und Demokratie an, deren stellvertretende Vorsitzende sie auch ist. Außerdem ist sie Mitglied im Ausschuss für Haushaltskontrolle, der für die Überprüfung der Rechnungsführung der Europäischen Kommission zuständig ist. Ihre Kandidatur als stellvertretende Vorsitzende dieses Ausschusses wurde jedoch durch die christdemokratische Fraktion der Europäischen Volkspartei blockiert. Außerdem gehört sie dem Haushaltsausschuss sowie dem Sonderausschuss zu den politischen Herausforderungen und den Haushaltsmitteln für eine nachhaltige Europäische Union nach 2013 an. Im Ausschuss für Wirtschaft und Währung sowie im Petitionsausschuss ist sie Stellvertreterin.
Im April 2010 kündigte Andreasen ihre Absicht an, sich für die vakante Position des Generaldirektors des Europäischen Amtes für Betrugsbekämpfung (OLAF) zu bewerben. Diese Position erhielt am 14. Dezember 2010 jedoch der italienischen Politiker und Staatsanwalt Giovanni Kessler.

## Familie
Andreasen hat zwei Brüder, Carlos und Walter, die in Argentinien leben. Sie ist mit dem Wirtschaftswissenschaftler Octavio Otano verheiratet. Sie haben zwei Kinder (geboren 1981 und 1984) und leben in Barcelona.

## Veröffentlichungen
- Marta Andreasen: Brussels Laid Bare, St Edwards Press, 2009. ISBN 978-0-9554188-1-5.